# Michal Yannai
Michal Yannai (Ramat Gan, 18 giugno 1972) è un'attrice, conduttrice televisiva e doppiatrice israeliana.
Durante gli anni 1990  è stata una conduttrice televisiva e attrice per Arutz HaYeladim, un'emittente israeliana dove era nota come  la Regina dei bambini.

## Biografia
Michal Yannai è nata nel 1972 a Ramat Gan da una famiglia di tradizione ebraica. Yannai è stata sposata l'imprenditore Ofler Resles dal 2003 al 2005. Si è risposata nel marzo del 2009 con l'imprenditore Ben Muskal con il quale ha avuto tre figli : Alex (nata nel novembre 2009), Yahel (nato nel dicembre 2010) e Yuval. Dal 2021 vivono in Grecia.

## Filmografia
- Power Rangers  - serie TV, 1 episodio (1994)
- 88 minuti - regia di Jon Avnet (2007)
- Mega Snake (2007)
- Finding Rin Tin Tin (2007)
- When Nietzsche Wept - regia di Pinchas Perry (2007)
- It's Alive  - regia di Josef Rusnak (2008)
- Pink Subaru - regia di Kazuya Ogawa (2011)
- Summer Days  – serie TV (2012-2013)

## Doppiatrici italiane
- Lara Parmiani in Power Rangers
- Alessandra Grado in Rin Tin Tin